# Sephisa chandra
Sephisa chandra är en fjärilsart som beskrevs av Moore 1857. Sephisa chandra ingår i släktet Sephisa och familjen praktfjärilar. Inga underarter finns listade i Catalogue of Life.

## Bildgalleri

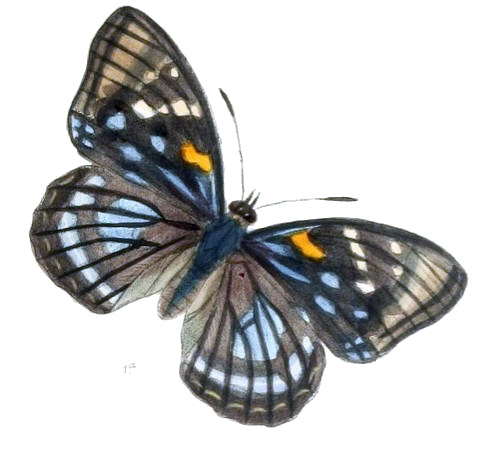
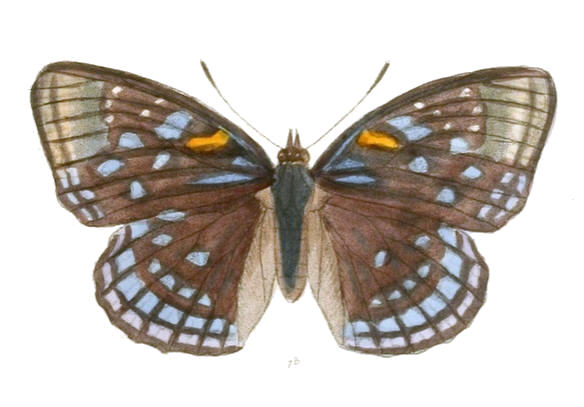
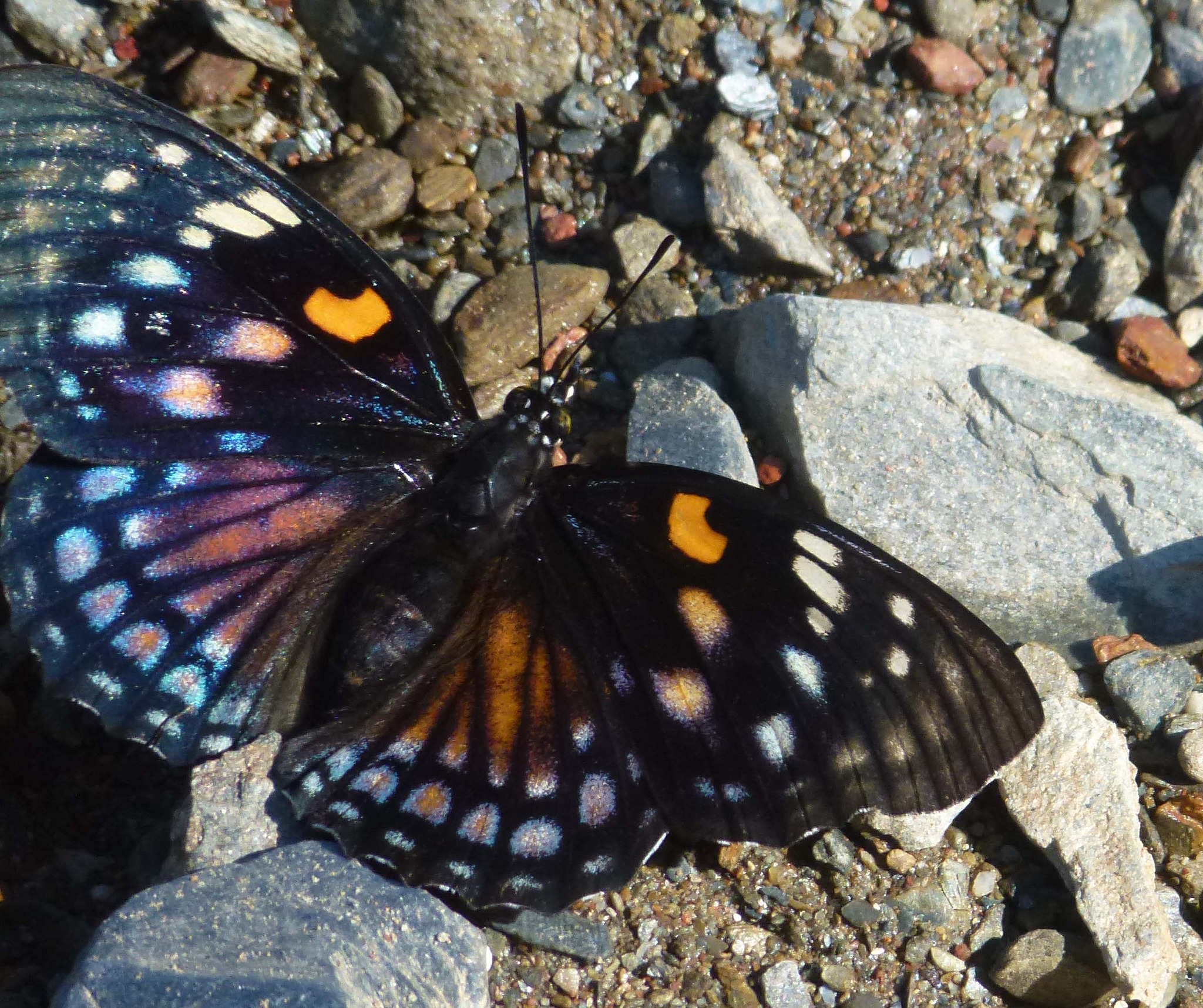
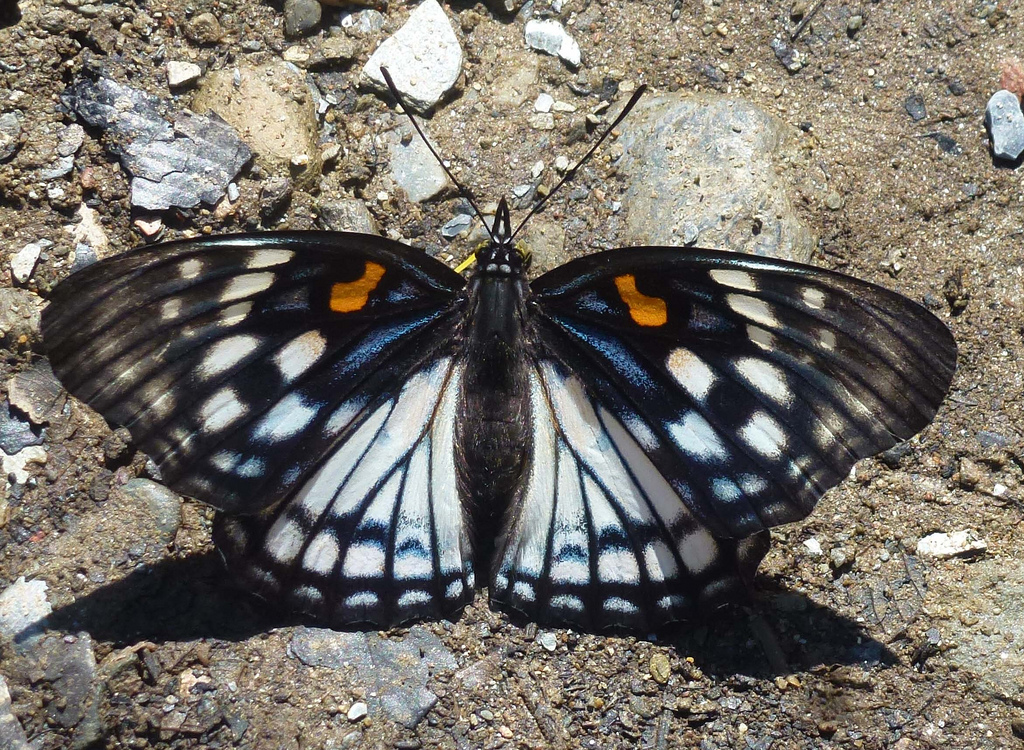
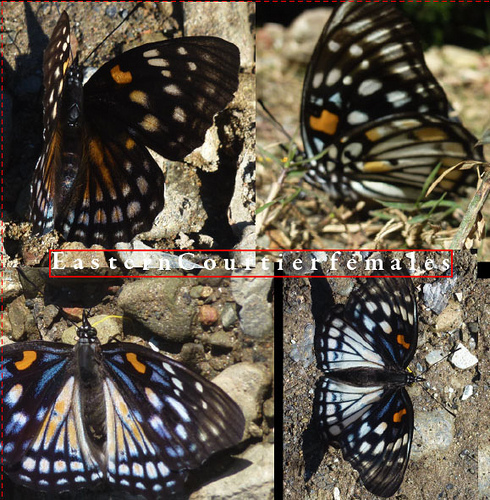
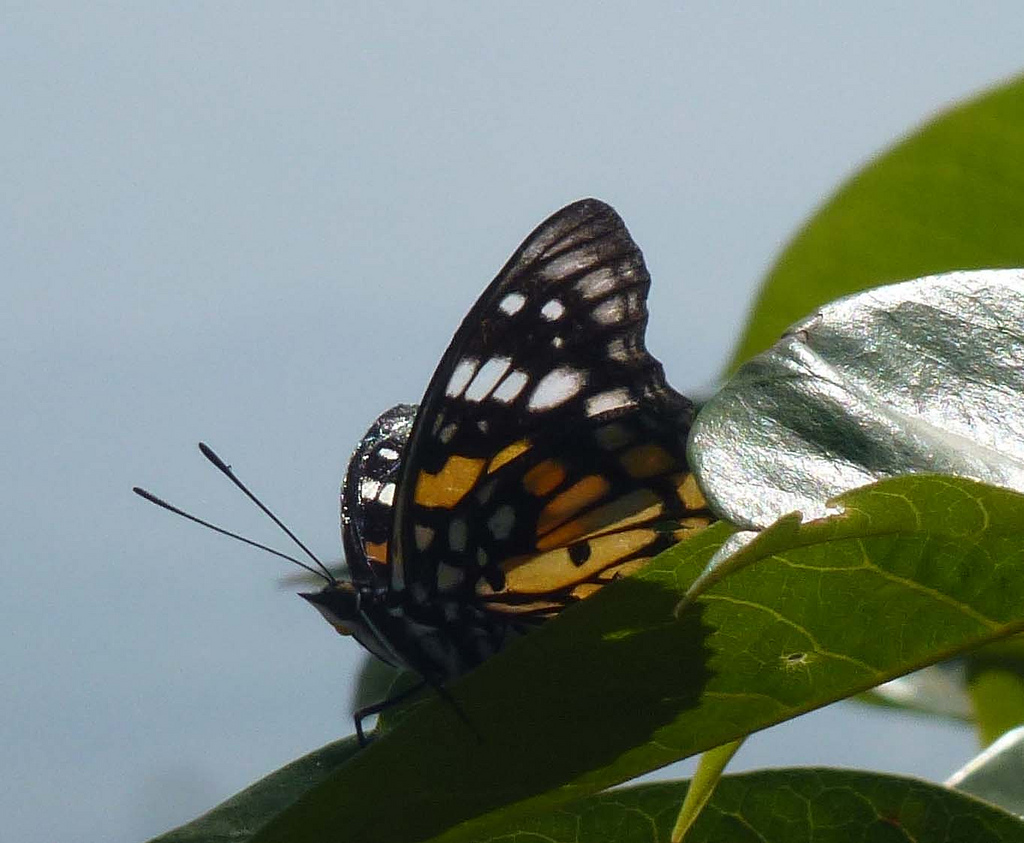